# Forcipomyia darwini
Forcipomyia darwini är en tvåvingeart som beskrevs av Pasquale Marino och Gustavo R. Spinelli 2003. Forcipomyia darwini ingår i släktet Forcipomyia och familjen svidknott. Inga underarter finns listade i Catalogue of Life.